# Konjunktur
En markedsøkonomi bevæger sig typisk i svingninger, såkaldte konjunkturer, hvor gode tider (højkonjunkturer) afløses af dårlige tider (lavkonjunkturer) i en uregelmæssig, men tilbagevendende rytme. Disse konjunktursvingninger (engelsk: business cycles) er et karakteristisk træk ved udviklede markedsøkonomier og påvirker en række vigtige samfundsøkonomiske størrelser som arbejdsløshed, inflation, forbrug og investeringer, den offentlige saldo, aktiekurser og ikke mindst udviklingen i bruttonationalproduktet. Lavkonjunkturer kan medføre et meget betydeligt samfundsøkonomisk velfærdstab som følge af virksomhedslukninger, afskedigelser med stigende ledighed til følge og store formuetab. Konjunktursvingninger - og muligheder for at formindske deres virkninger, dvs. stabiliseringspolitik - hører derfor til de allervigtigste makroøkonomiske problemstillinger.
Under en højkonjunktur tjener folk penge og kan derfor tillade sig et forholdsvis stort forbrug. Som følge heraf vil virksomheder alt andet lige lettere kunne sælge deres produkter. Derved tømmes varelagrene, og produktionen vil stige, hvilket får flere i arbejde. Højkonjunkturer trues imidlertid, hvis virksomheder producerer mere, end forbrugerne er i stand til at købe.
Under en lavkonjunktur får virksomhederne modsat ikke solgt alt det, de producerer. Til at begynde med vil man ofte registrere en svigtende afsætning af investeringsgoder, men efterhånden også af forbrugsvarer. Varelagrene fyldes op, og flere mister deres job. På et tidspunkt kan det betale sig for virksomhederne at investere fx i ny teknologi eller nye og bedre produkter, hvilket skaber job i de virksomheder, der leverer materialer, og dermed er muligheden til stede for en ny konjunkturopgang.
Konjunkturbevægelser er således gentagne vekslinger mellem opgangs- og nedgangskonjunkturer. I de alvorligste nedgangskonjunkturer som eksempelvis den store depression i 1930'erne kan der blive tale om massearbejdsløshed. Konjunkturbevægelserne spreder sig over landegrænser via den internationale handel.

## Årsager til konjunktursvingninger
Konjunktursvingninger anses normalt for at opstå som følge af et såkaldt stød til økonomien, dvs. en udefrakommende betydelig ændring. Årsagerne kan findes på såvel økonomiens aggregerede udbudsside (dvs. i produktionssektoren) som på efterspørgselssiden (dvs. som følge af en ændring i det private eller det offentlige forbrug, udenrigshandelen eller de private investeringer). Man taler derfor om henholdsvis udbuds- og efterspørgselsstød. Oliekriser er et eksempel på udbudsstød. Stød til efterspørgslen kan eksempelvis komme som følge af ændringer i den økonomiske politik eller i husholdningernes eller de private virksomheders forventninger til fremtiden. Depressionen i 1930'erne og finanskrisen i 2008 er eksempler på kraftige efterspørgselsstød.

## Konjunkturfluktuationernes varighed
Længden og ikke mindst konjunktursvingningenes størrelse varierer over tid og over lande på samme tidspunkt. De to amerikanske økonomer Arthur Burns (senere direktør for den amerikanske centralbank Federal Reserve i 1970-78) og Wesley Mitchell (en af grundlæggerne af den vigtige amerikanske forskningsinstitution National Bureau of Economic Research (NBER)) skrev i 1946 bogen Measuring Business Cycles, der er blevet en milepæl i den empiriske forskning i konjunkturcykler. I den finder de frem til, at en fuld konjunkturcykel varer fra godt et år til ti-tolv år. Bl.a. deres systematiske forskning i systematiske fællestræk på tværs af konjunkturer har ført til, at NBER har nedsat en stående komite til datering af amerikanske konjunkturcykler. Komiteen har således identificeret og officielt dateret 32 konjunkturcykler i USA i perioden december 1854-november 2001 med en gennemsnitlig længde på ca. 5 år. De to korteste varede 28 måneder hver (målt fra lavpunkt til lavpunkt), og den længste i perioden, fra marts 1991 til november 2001, varede 128 måneder.
Økonomen Joseph Schumpeter har foreslået en alternativ opdeling i forskellige typer konjunkturcykler alt efter deres længde:
1. Kitchin-cykler på 3-4 år. Kitchen-bølger forbindes ofte med lagerreguleringer.[5]
2. Juglar-cykler på 8-10 år. Juglar-bølger forbindes med "almindelige erhvervsinvesteringer".[5]
3. Kuznets-cykler på 15-25 år.[6] Kuznets-bølger forbindes ofte med investeringer i fx boligbyggeri og anlægsinvesteringer.[7]
4. Kondratieff-cykler på ca. 50 år.[8] Kondratieff-bølger bliver ofte forbundet med indbyrdes forskydninger mellem forskellige økonomiske sektorer fx industri, landbrug og råstoffer[7] samt ny teknologi.[5]

Disse cykler kombineres ifølge Schumpeters tankegang i et samvirke mellem korte, mellemlange og lange konjunkturbølger. Det vil sige, at der i nogle tilfælde vil være særligt udprægede højkonjunkturer og i andre tilfælde særligt udprægede lavkonjunkturer, fordi de enkelte delkonjunkturer er sammenfaldende.

## Typiske træk ved konjunkturcykler
Såvel investeringer som privatforbrug og import samvarierer typisk med konjunkturerne. Af disse forskellige elementer i den aggregerede efterspørgsel er det de private investeringer, der udviser de største udsving. De svinger typisk 3-4 gange så meget som BNP (målt ved den relative standardafvigelse) og er dermed det mest ustabile element i den samlede efterspørgsel. Samtidig er ledigheden lav i højkonjunkturer og høj i lavkonjunkturer. Den ledighed, der findes i en konjunkturneutral situation, kaldes for den strukturelle ledighed. Arbejdsløshed kan således opdeles i to komponenter: En konjunkturbetinget (der også kan være negativ, nemlig i en højkonjunktur, hvor den samlede ledighed er lavere end den strukturelle) og en strukturelt betinget. Også arbejdsstyrkens størrelse og antallet af arbejdstimer for de beskæftigede afhænger af konjunkturerne. Derudover varierer den såkaldte totalfaktorproduktivitet procyklisk, dvs. den har en tendens til at stige i højkonjunkturer og falde i lavkonjunkturer. Der er en tendens til, at inflationen er procyklisk, men korrelationen er ikke meget stærk.

## Stabiliseringspolitik
Konjunkturudsving kan søges minimeret ved hjælp af forskellige former for økonomisk politik - såkaldt stabiliseringspolitik. Finanspolitik og pengepolitik er de to vigtigste former for stabiliseringspolitik. Ved hjælp af kontracyklisk politik - dvs. finans- eller pengepolitik, der er ekspansiv i lavkonjunkturer og kontraktiv i højkonjunkturer - kan man modvirke og formindske udsvingene og dermed undgå en del af velfærdstabet ved ustabiliteten.